# Meroux-Moval
Meroux-Moval is een gemeente in het Franse departement Territoire de Belfort in regio Bourgogne-Franche-Comté. De gemeente werd op 1 januari 2019 gevormd door de fusie van Meroux en Moval.

## Geografie
De oppervlakte van Meroux-Moval bedraagt 10,01 km², de bevolkingsdichtheid is 130 inwoners per km².

## Verkeer en vervoer
In de gemeente ligt spoorwegstation Belfort-Montbéliard TGV.
Andelnans · Argiésans · Banvillars · Bermont · Botans · Bourogne · Buc · Charmois · Châtenois-les-Forges · Chèvremont · Dorans · Meroux-Moval · Trévenans · Sevenans · Urcerey · Vézelois
1. ↑  Populations de référence 2022.